# مایکل فیشر
مایکل فیشر (انگلیسی: Michael Fisher؛ زاده ۳ سپتامبر ۱۹۳۱) یک دانشمند در زمینه فیزیک آماری اهل بریتانیا است.
وی همچنین برنده جوایزی همچون مدال پادشاهی و در سال ۱۹۸۳ برنده مدال بولتزمن شده‌است.